# Brodźce (powiat choszczeński)
Brodźce – osada w Polsce położona w województwie zachodniopomorskim, w powiecie choszczeńskim, w gminie Drawno, powstała 1 stycznia 2003. W roku 2007 osada liczyła 4 mieszkańców. Miejscowość wchodzi w skład sołectwa Dominikowo.
Osada leży ok. 3 km na wschód od Dominikowa.